# Luka Cindrić
Luka Cindrić (Ogulin, 5 de julio de 1993) es un jugador de balonmano croata que juega de central en el Telekom Veszprém y en la selección de balonmano de Croacia.
Con la selección logró la medalla de plata en el Campeonato Europeo de Balonmano Masculino de 2020 y la medalla de bronce en el Campeonato Europeo de Balonmano Masculino de 2016.

## Palmarés

### Selección nacional
| Campeonato Mundial | Campeonato Mundial           | Campeonato Mundial | Campeonato Mundial |
| Año                | Lugar                        | Medalla            |                    |
| ------------------ | ---------------------------- | ------------------ | ------------------ |
| 2025               | Croacia, Dinamarca y Noruega | Medalla de plata   |                    |
| Campeonato Europeo |                              |                    |                    |
| Año                | Lugar                        | Medalla            |                    |
| 2016               | Polonia                      | Medalla de bronce  |                    |
| 2020               | Austria, Noruega y Suecia    | Medalla de plata   |                    |

### Vardar
- Liga de Macedonia de balonmano (3): 2016,  2017, 2018
- Copa de Macedonia de balonmano (3): 2016, 2017, 2018
- Liga SEHA (2): 2017, 2018
- Liga de Campeones de la EHF (1): 2017

### Kielce
- Liga de Polonia de balonmano (1): 2019
- Copa de Polonia de balonmano (1): 2019

### Barcelona
- Mundialito de clubes (1): 2019
- Supercopa de España de Balonmano (3): 2020, 2021, 2022
- Liga Asobal (4): 2020, 2021, 2022, 2023
- Copa Asobal (4): 2020, 2021, 2022, 2023
- Copa del Rey (4): 2020, 2021, 2022, 2023
- Liga de Campeones de la EHF (2): 2021, 2022
- Supercopa Ibérica (1): 2022

### Dinamo Bucarest
- Liga Națională (1): 2024
- Copa de Rumania de balonmano (1): 2024

### Veszprém
- Campeonato Mundial de Clubes de Balonmano (1): 2024

## Clubes
- HRK Karlovac (2012-2014)
- RK Metalurg Skopje (2014)
- RK Vardar (2015-2018)[4]
- Vive Kielce (2018-2019)
- Fútbol Club Barcelona (2019-2023)[5]
- Dinamo Bucarest (2023-2024)
- Telekom Veszprém (2024- )[6]